# Xenopoclinus
Xenopoclinus is een geslacht van straalvinnige vissen uit de familie van beschubde slijmvissen (Clinidae). Het geslacht is voor het eerst wetenschappelijk beschreven in 1948 door Smith.

## Soorten
- Xenopoclinus kochi Smith, 1948
- Xenopoclinus leprosus Smith, 1961